# ALL INDIES THE BACK HORN
『ALL INDIES THE BACK HORN』（オール インディーズ ザ・バックホーン）は、2018年10月17日にSPEEDSTAR RECORDSより発売されたTHE BACK HORNのインディーズ時代の楽曲のセルフカバー・アルバム。

## 概要
結成20周年のアニバーサリー企画のひとつとしてリリースされた。インディーズ時代に発表したシングル「風船」、アルバム「何処へ行く」「甦る陽」に収録された楽曲を再録音したものが収録されている。
収録楽曲のうち、「冬のミルク」「ザクロ」「桜雪」「無限の荒野」「泣いている人」については既に再録音の上で収録された「BEST THE BACK HORN」「B-SIDE THE BACK HORN」の音源が再収録され、以外の楽曲は全て本作の為の新録音源となった。インディーズで発売された上記シングル及びアルバムは全て廃盤となっている。
本作の制作についてメンバーは「インディーズの作品がファンの手元に届きにくくなったこともあり、20周年を迎えたタイミングも重なったので音源を取り直したらいいんじゃないか」「インディーズ当時、岡峰はメンバーではなかったので、今のメンバーで楽曲を取り直すことを過去のベスト盤で少しずつ達成したことにより、心残りが少しずつ減っていった」「よりクリアなサウンドで過去の楽曲を聴いてもらいたい」という気持ちを込めている。

## 収録曲
特に記載のないものは全て新録バージョンとして収録されている。

### Disc 1
全作曲・編曲：THE BACK HORN
1. ピンクソーダ
2. カラス
3. 冬のミルク
アルバム「BEST THE BACK HORN」収録。
4. 魚雷
5. 雨乞い
6. 怪しき雲行き
7. 晩秋
8. 何処へ行く
9. 風船
10. ザクロ
アルバム「B-SIDE THE BACK HORN」収録。
11. 桜雪
アルバム「B-SIDE THE BACK HORN」収録。

### Disc 2
1. サーカス
2. 走る丘
3. 新世界
4. リムジンドライブ
5. 無限の荒野
アルバム「BEST THE BACK HORNⅡ」収録。
6. 甦る陽
7. 茜空
8. ひとり言
9. さらば、あの日
10. 泣いている人
アルバム「BEST THE BACK HORNⅡ」収録。